# Paysandu SC
Paysandu Sport Club ist ein brasilianischer Fußballverein aus Belém. Der Verein wurde 1914 gegründet und trägt seine Heimspiele meist im Estádio da Curuzú aus, manchmal aber auch im Estádio Olímpico do Pará. Aktuell spielt der Verein in der zweiten brasilianischen Fußballliga, der Série B.

## Geschichte
Der Paysandu Sport Club wurde im Jahre 1914 gegründet. Seit seiner Gründung spielte der Verein in der Staatsmeisterschaft von Pará (Campeonato Paraense) mit, wo man im sechsten Jahr, also 1920, seinen ersten Titel gewann. Diesem Titelgewinn folgten bisher 45 weitere Siege in diesem Wettbewerb, womit der Club heute den Titelrekord hält. Zuletzt gewann Paysandu die Meisterschaft von Pará 2016. Im Ligabetrieb spielt Paysandu SC in der dritten brasilianischen Liga, der Série C. Einst jedoch nahm der Verein aus Belém, der Hauptstadt des Bundesstaates Pará, sogar an der Série A, der höchsten Spielklasse im brasilianischen Fußball, teil. Erstmals konnte Paysandu im Jahre 1991 in die Série A aufsteigen, nachdem man in der Série B im Vorjahr den ersten Platz belegt hatte. Jedoch folgte in der Erstligasaison 1992 sofort der Wiederabstieg als Tabellenletzter. Es dauerte neun Jahre, ehe dem Verein erneut der Sprung in die Erstklassigkeit gelang. Diesmal überstand man die erste Saison und belegte den zwanzigsten Tabellenrang, während Traditionsmannschaften wie SE Palmeiras und Botafogo FR den Gang in die zweite Liga antreten mussten. 
In der darauffolgenden Saison erreichte Paysandu SC den drittletzten Tabellenrang, blieb jedoch vom Abstieg verschont, da nur zwei Teams absteigen mussten. In der Erstligasaison 2004 konnte man den 14. Tabellenplatz belegen, was bedeutete, dass Paysandu SC erneut die Klasse gehalten hatte. Im Jahr darauf jedoch wurde der Verein Vorletzter und stieg in die Série B ab. Dort wurde man erneut nur Siebzehnter, sodass man in die drittklassige Série C abstieg, wo man bis 2012 spielte. In der Saison 2012 wurde der Klub in der Gruppe A Vierter und qualifizierte sich für die Play-offs. Dort erreichte man das Halbfinale und stieg somit auf, nur um 2013 wieder ab- und 2014 erneut aufzusteigen.

## Stadion
Paysandu SC trägt die meisten seiner Heimspiele im Estádio da Curuzú aus, das Platz bietet für 12.000 Zuschauer. Als der Verein in der Série A spielte, nutzte man das größere Estádio Olímpico do Pará, auch Mangueirão genannt, als Austragungsort für Heimspiele. Da in der Série C der Zuschauerandrang nicht so groß ist wie in der Série A, finden die meisten Heimspiele im kleineren Stadion statt. Für Spiele mit hohen Zuschauerzahlen, beispielsweise die Derbys gegen den Lokalrivalen Clube do Remo, zieht der Verein kurzfristig ins 45.500 Zuschauer fassende Estádio Olímpico do Pará um. 

## Erfolge
- Série B: 1991, 2001
- Copa Verde (5×): 2016, 2018, 2022, 2024, 2025
- Copa Norte: 2002
- Copa dos Campeões: 2002
- Staatsmeisterschaft von Pará (49×): 1920, 1921, 1922, 1923, 1927, 1928, 1929, 1931, 1932, 1934, 1939, 1942, 1943, 1944, 1945, 1947, 1956, 1957, 1959, 1961, 1962, 1963, 1965, 1966, 1967, 1969, 1971, 1972, 1976, 1980, 1981, 1982, 1984, 1985, 1987, 1992, 1998, 2000, 2001, 2002, 2005, 2006, 2009, 2010, 2013, 2016, 2017, 2020, 2021, 2024
- Supercopa Grão-Pará: 2025

## Trainer
- Carlos Alberto (2005)

## Spieler
- Dadá Maravilha, Weltmeister von 1970, spielte kurze Zeit bei Paysandu
- Giovanni, WM-Teilnehmer von 1998, kurze Zeit im Verein
- João Carlos, 10-facher brasilianischer ehemaliger Nationalspieler
- Mert Nobre, durchlief die Jugend von Paysandu SC